# Josef Procházka
Josef Procházka (28. února (Tento dokument patrně uvádí nesprávné datum narození 24.5.1874) 1874 Slaný – 8. prosince 1956 Praha) byl český klavírista a hudební skladatel.

## Život
Na Pražské konzervatoři studoval hru na klavír u Josefa Jiránka a skladbu u Antonína Dvořáka. S Antonínem Dvořákem jej pojilo celoživotní přátelství. Po absolvování školy odešel do Slovinska a stal se po Karlu Hoffmeisterovi profesorem klavíru na hudební škole Glasbena Matica v Lublani. Kromě pedagogické činnosti působil i jako klavírní virtuóz.
Vrátil se do Prahy v roce 1908 a stal se profesorem na varhaním oddělení konzervatoře. Později přešel na klavírní oddělení a vyučoval tam až do odchodu do důchodu v roce 1938. Jako klavírista vystupoval sólově, ale věnoval se i komorní hře. Spolupracoval s Českou filharmonií, Českým kvartetem, Ševčíkovým kvartetem i Ondříčkovým kvartetem.
Jeho skladatelské dílo bylo úspěšné. Zasáhl do téměř všech hudebních oborů. Nejvíce však komponoval pro klavír. Získal řadu cen a uznání České akademie věd a umění i rakouská stipendia.

## Dílo

### Klavírní skladby
- Quatre Morceaux
- Silhouetty op. 3
- 3 skladby op. 4
- Skizzy op. 5 a op. 6
- Suita op. 17
- Lyrické skladby op. 19, 20 a 21
- Serenády op. 23
- Dojmy z jihu op. 28
- 3 orientální tance op. 29
- 6 serenád op. 30
- Písně noci op. 31
- 3 scémy z dětského života op. 34
- Valčíkové imrese op. 38
- Z horského ráje op. 39
- Jarní idyla op. 52
- 3 tance op. 64

### Scénická díla
- Závěr sporu (opera podle Maxima Gorkého, 1934)
- Improvizátor (opera podle povídky Jana Nerudy, 1944)
- Dědouškovy sny a pohádky (klavírní scénická hudba k pohádce, 1908)

### Orchestrální skladby
- 3 koncerty pro klavír a orchestr
- Koncertní ouvertura op. 21
- Serenata pro smyčcový orchestr op. 26
- Fantasie pro klavír a orchestr op. 46
- Koncert pro housle a orchestr op. 58 (1945)
- Vášeň op. 59 (symfonická báseň)
- Dramatická ouvertura op. 70

### Komorní skladby
Housle a klavír
- 5 sonát
- Nálady op. 12
- Jarní motivy op. 17
- Dumka a serenáda op. 61
- Serenata op. 76

Další skladby pro sólový nástroj a klavír
- 3 skladby pro violoncello op. 55
- 3 skladby pro lesní roh a klavír op. 77
- Sonáta pro violu a klavír
- Sonáta pro klarinet op. 47

Komorní soubory
- Klavírní tria
- Smyčcový kvartet op.40
- Klavírní kvartet op. 19
- Klavírní kvintet op.60
- Smyčcový sextet op. 65
- Sextet pro dechové nástroje op. 66

Zkomponoval rovněž řadu písní, písňových cyklů a sborů na české i slovinské motivy.